# Greguería
Greguería kallas ett slags korta, poetiska aforismer i spanskspråkig litteratur. Greguerían uppfanns omkring 1910 av den spanske författaren Ramón Gómez de la Serna, som definierade den som "humor plus metafor".